# Amina Claudine Myers
Amina Claudine Myers (Conway megye, 1942. március 21. –), amerikai dzsesszzongorista, orgonista, énekesnő, zeneszerző, hangszerelő.

## Pályafutása
Amina Claudine Myers Arkansas államban született. 11 éves korától templomi kórusokban énekelt, amellett zongorázni és orgonálni tanult. Iskolája zenei kollégiumában többek között Mozart Requiemje klasszikus képzettséget is adott neki. Végül gospel és blues zenén keresztül a dzsesszben találta meg jövőjét. Tanulmányai végeztével különböző bárokban zongorázott és orgonált is. Csatlakozott Chicago művészeti szervezetéhez, a AACM de Chicago-hoz.
A dzsesszt kreatív felfogásban műveli. Virtuóz játéka a gospel és a blues hagyományaiból táplálkozik.

## Albumok
- 1979: Poems for Piano: The Piano Music of Marion Brown
- 1979: Song for Mother Earth
- 1980: Salutes Bessie Smith
- 1983: The Circle of Time
- 1984: Jumping in the Sugar Bowl
- 1986: Country Girl
- 1987: Amina
- 1988: In Touch
- 1991: Marian McPartland's Piano Jazz with Guest Amina Claudine Myers
- 2004: Women in (E)Motion
- 2009: Augmented Variations
- 2016: Sama Rou

## Díjak
- 2016: Disc Makers And L. Brown Recording Inc
- 2012: Presented at the Clinton Presidential Center by the Arkansas Black Hall Of Fame and the Clinton Foundation
- 2010: Arkansas Jazz Hall Of Fame
- 1995: Musica News: Premio National Italy